# Adagio (band)
Adagio is een Franse progressivemetalband.
De gitarist van de band, Stéphan Forté, wordt gezien als de drijvende kracht van deze band. De band heeft inmiddels vier studioalbums en een livealbum uitgebracht.

## Artiesten
- Mats Levén - vocalist
- Stéphan Forté - gitarist
- Franck Hermanny - bassist
- Kevin Codfert - toetsenist
- Eric Lebailly - drummer

## Vroegere leden
- Christian Palin- vocalist
- Richard Andersson - toetsenist
- David Readman - vocalist
- Dirk Bruinenberg - drummer
- Gustavo Monsanto - vocalist

## Discografie
- 2001 - Sanctus Ignis (Limb Music Productions)
- 2003 - Underworld (Avalon)
- 2004 - Upperworld (livealbum) (Avalon)
- 2005 - Dominate (Avalon)
- 2009 - Archangels In Black